# 하누키역
하누키역(일본어: 羽貫駅)은 일본 사이타마현 기타아다치군 이나정에 있는 사이타마 신도시 교통 이나 선의 역이다.

## 역사
- 1983년 12월 22일: 영업 개시, 당초 종착역이었음.
- 1990년 8월 22일: 우치주쿠 역까지 연장 개통에 따라 중간역이 됨.
- 2007년 3월 18일: IC카드 Suica 공용 개시.

## 역 구조
섬식 승강장 1면 2선의 고가역이다. 일선 스루의 구조이지만, 우측 통행으로 입선한다. 우치주쿠의 방향에 매점을 겸한 개찰구가 있다.
예전에는 로터리가 역 서쪽만 있었지만, 2009년 봄에 동쪽에도 로터리가 정비되었다.

### 승강장
| 1 | ■ 이나 선(뉴셔틀) | 우치주쿠 방면         |
| 2 | ■ 이나 선(뉴셔틀) | 마루야마・오미야 방면 |

## 역 주변
선행하고 구획 정리가 실시된 시가지인 "히사시" 지구가 있다. 옆의 아게오시와도 가깝다.

### 서쪽
- 이나 히사시 우체국
- 무사시노 은행이나 지점
- 사이타마 현 신용 금고 이나 지점
- 이나 중앙 병원
- 이나 정립 고바리 초등학교
- 마루에쓰 이나점
- 마쓰모토기요시이나 하누키 역전점

### 동쪽(이나 신도시)
사이타마 현 주도의 대규모 구획 정리 사업으로 탄생한 새로운 "가쿠엔" 지구가 펼쳐진다. 지명은 현립 이나가쿠엔에서 얻었다. 역과 교차하는 사이타마 현도 87호 아게오쿠키 선 연변에 상업 시설이 있다.
- 이나 정립 고바리 중학교
- 사이타마 현립 이나가쿠엔 중학교
- 사이타마 현립 이나가쿠엔 종합 고등학교
- 이나 정 정제 기념 공원
- 사이타마 현 현민 활동 종합센터(본 역 경유의 무료 셔틀 버스는 폐지됨.)

## 사진

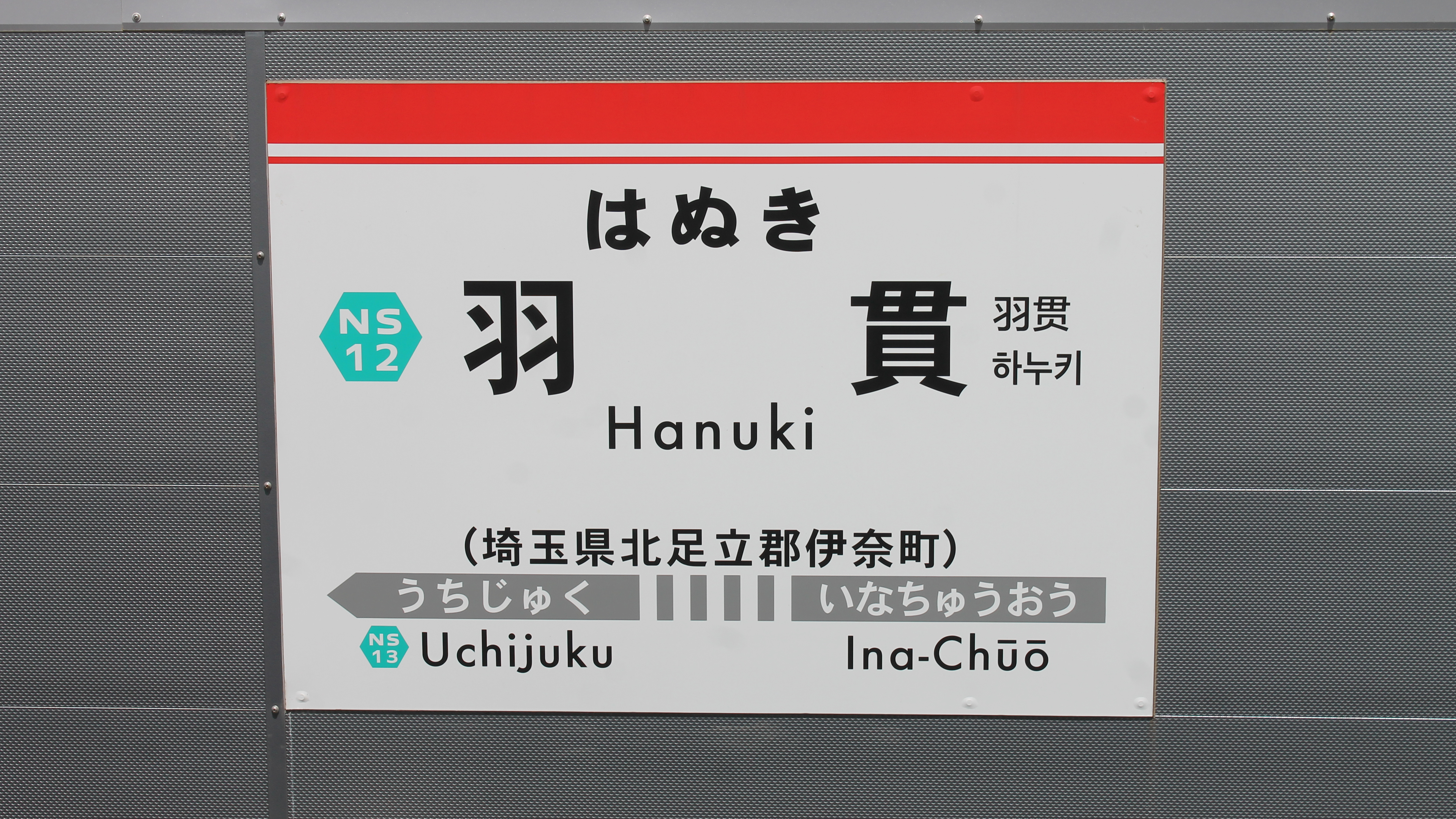
역명판

## 인접역
| 사이타마 신도시 교통 ■ 이나 선 | 사이타마 신도시 교통 ■ 이나 선 | 사이타마 신도시 교통 ■ 이나 선 |
| ------------------------------ | ------------------------------ | ------------------------------ |
| 이나추오 오미야 방면           |                                | 우치주쿠 우치주쿠 방면         |